# Thé Krasnodar
Le thé Krasnodar, également connu sous le nom de thé Dagomys, est une variété de thé cultivée en Russie.

## Histoire

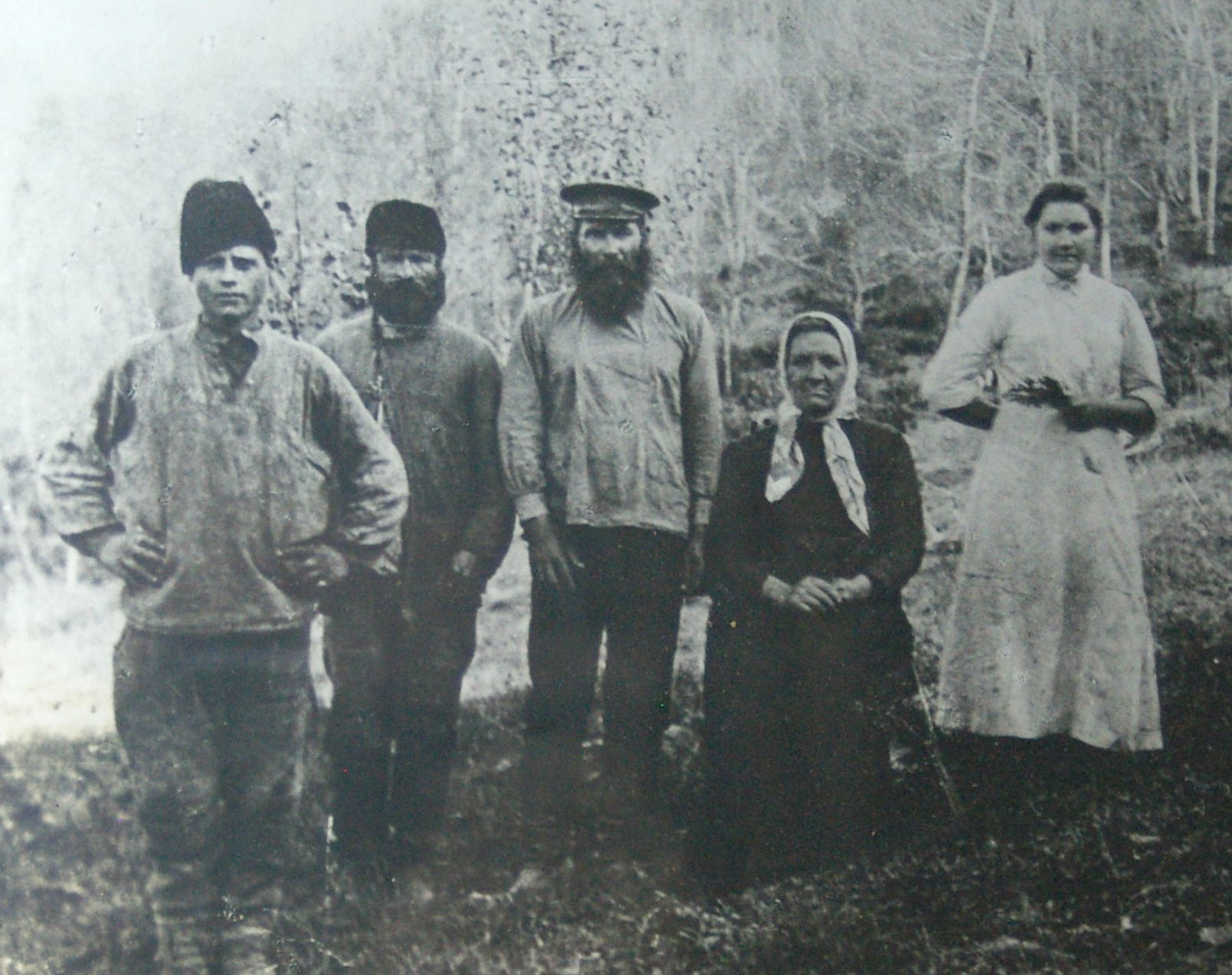
Juda Kochman (au milieu) avec Matrena Ivanovna et leurs partenaires commerciaux.

Au début du vingtième siècle, l'Ukrainien Juda Kochman (ru) s'installe près de Sotchi, dans le village de Solokh-Aoul, et s'intéresse à l'agriculture. Il achète un lopin de terre avec sa femme, Matrena Ivanovna, et ils commencent à faire pousser du thé, malgré les échecs précédents de la culture locale. Il rencontre un certain succès et fait sa première cueillette réussite en 1913. Ce thé est appelé thé de Krasnodar, du nom de la région où il pousse[réf. souhaitée].
Kochman contacte plusieurs fois l'Académie des sciences de Russie pour leur parler de sa découverte, mais est ignoré, les chercheurs de Saint-Pétersbourg croyant à des lettres délirantes d'un schizophrène. Quelques années plus tard, des producteurs de thé géorgiens portent plainte contre lui pour l'empêcher d'attaquer leur monopole ; il est envoyé en prison et sa femme le fait libérer avec plusieurs pots-de-vin. Il est récompensé d'une médaille d'or au salon de l'agriculture soviétique 70 ans après ses premières cueillettes[réf. souhaitée].

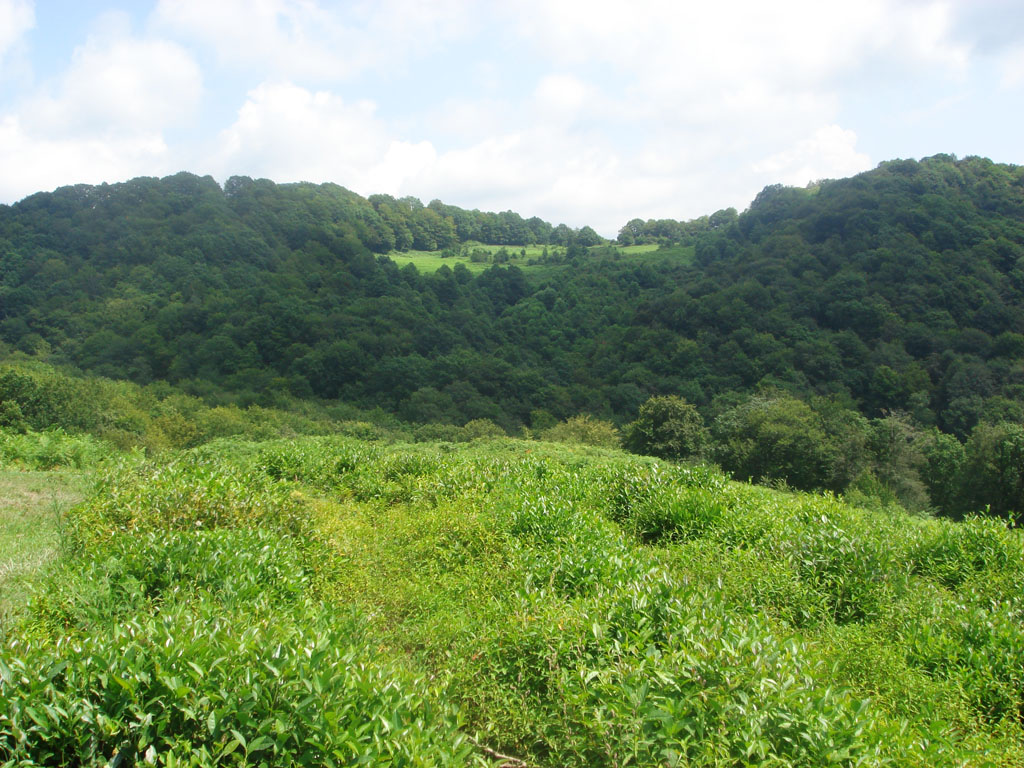
Plantation de thé à Dagomys.

En 1917, la révolution russe provoque la fermeture des usines de briques de thé installées en Chine par manque de moyens financiers. Les efforts pour cultiver du thé en Géorgie prennent de l'ampleur et sont suivis, dans les années 1930, du développement de la culture du thé en Azerbaïdjan. En 1936, la culture du thé Krasnodar, originaire de Dagomys, est une réussite, mais la Seconde Guerre mondiale empêche son développement à court terme. Les efforts portent leurs fruits : en 1941, l'Union soviétique produit 44 % du thé qu'elle consomme.
La production du thé Krasnodar reprend à pleine échelle après la guerre et, en 1980, il s'agit d'une des sources de thé domestiques les plus importantes de l'Union soviétique.
Pendant la Perestroïka, les grandes plantations sont abandonnées et le thé Krasnodar, toujours cueilli à la main, reste produit en petite quantité et devient un produit de luxe[réf. souhaitée].
Il s'agit du thé cultivé le plus au Nord du monde jusqu'à la première plantation réussie de thé en Angleterre en 2012[réf. souhaitée].

## Caractéristiques
Le thé Krasnodar est vendu en sachets malgré le peu de popularité de ce format en Russie. Le thé étant réputé pour sa grande qualité, la marque donne au sachet une image de produit de luxe qu’il n’a généralement pas dans les autres pays. Au XXIe siècle, on trouve encore majoritairement du thé en vrac et du thé en briques.
Ces thés produisent deux à trois récoltes par an. En raison de la dureté du climat, l'arbre donne peu de bourgeons, mais a une concentration de tanins plus importantes que le thé chinois[réf. souhaitée].